# Phyllonorycter retamella
Phyllonorycter retamella är en fjärilsart som först beskrevs av Pierre Chrétien 1915.  Phyllonorycter retamella ingår i släktet guldmalar, och familjen styltmalar.
Artens utbredningsområde är:
- Italien.
- Tunisien.

Inga underarter finns listade i Catalogue of Life.